# Петрикав
Петрикав (блр. Петрыкаў; рус. Петриков) град је у јужном делу Републике Белорусије. Административни је центар Петрикавског рејона Гомељске области.
Према подацима пописа становништва из 2009. у граду је живело 10.600 становника.

## Географија
Петрикав се налази у јужном делу Петрикавског рејона, на левој обали рекеПрипјату, и удаљен је око 190 км западно од административног центра области Гомеља и око 290 км југоисточно од главног града земље Минска, те на око 89 км западно од града Мазира. На 12 км северно од града налази се железничка станица Муљаровка на линији Брест-Гомељ.
На десној обали реке Припјат насупрот града налази се ушће реке Уборт.

## Историја
Према легенди насеље је у X веку основао јазвјашки књаз који је након што је примио хришћанство узео име Петар, односно Петрик, па отуда потиче име града Петриков (односно Петрикав). 
У писаним изворима први пут се помиње 1523. као насеље у оквирима Слуцке кнежевине Литваније и као феудални посед књажева Олељковича. Током прве половине XVI века тадашњи књаз Јуриј Олељкович је на узвишењу изнад данашњег насеља подигао дрвено утврђење око ког се и формирало насеље (утврђење је срушено 1537). 
После распада Пољско-литванске државе 1793. постаје саставни део Руске Империје, и добија статус парохијског центра у оквирима Минске губерније. Године 1812. у насељу је отворена пошта. Крајем XIX века у насељу је било 5.500 становника и око 500 грађевина. 
Совјетска власт у граду успостављене је у децембру 1917. године. Од 17. јула 1924. саставни је део истоименог рејона Белоруске ССР. Административни статус варошице добија 1925, а од јануара 1938. и статус града.

## Демографија
Према процени, у граду је 2012. живело 10.405 становника.
| 1979.  | 1989.  | 1999.  | 2009.  | 2012.  |
| ------ | ------ | ------ | ------ | ------ |
| 10.087 | 11.975 | 11.975 | 10.600 | 10.405 |